# Calcul vectoriel en géométrie euclidienne
 (février 2007).
 (avril 2011).
Si vous disposez d'ouvrages ou d'articles de référence ou si vous connaissez des sites web de qualité traitant du thème abordé ici, merci de compléter l'article en donnant les références utiles à sa vérifiabilité et en les liant à la section « Notes et références ».
Cet article traite des opérations portant sur les vecteurs en géométrie euclidienne.

## Opérations sur les vecteurs dans leplanet l'espace
Les vecteurs dont il sera question dans cet article sont ceux de l'espace {\displaystyle \mathbb {R} ^{3}} ou du plan {\displaystyle \mathbb {R} ^{2}}.
Comme souligné ci-dessus, certaines constructions géométriques sont spécifiques aux vecteurs. Ces constructions géométriques ayant des propriétés communes avec les opérations sur les nombres (addition, multiplication), on adopte une notation similaire.

### Produit d'un vecteur par un scalaire
Le terme « scalaire » désigne ici un nombre réel.
Le produit d'un vecteur {\displaystyle {\vec {u}}} par un scalaire a est un vecteur noté
{\displaystyle a{\vec {u}}}
Ce vecteur est égal à {\displaystyle {\vec {0}}} si {\displaystyle {\vec {u}}={\vec {0}}} ou si {\displaystyle a=0}.
Sinon :
- il est de même direction, de même sens que {\displaystyle {\vec {u}}} et de longueur

{\displaystyle a\|{\vec {u}}\|}, si a > 0 ;
- de même direction, de sens contraire et de longueur

{\displaystyle -a\|{\vec {u}}\|}, si a < 0.
On a
{\displaystyle 1{\vec {u}}={\vec {u}}}
{\displaystyle 0{\vec {u}}={\vec {0}}}
{\displaystyle a{\vec {0}}={\vec {0}}}

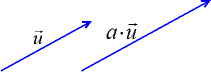
Produit d'un vecteur par un scalaire a.

1 est donc l'élément scalaire neutre, et 0 l'élément scalaire absorbant pour cette opération. Le produit d'un vecteur par un scalaire est distributif sur l'addition des scalaires
{\displaystyle (a+b){\vec {u}}=a{\vec {u}}+b{\vec {u}}.}
Notez que deux vecteurs sont colinéaires si et seulement s’ils sont proportionnels, c'est-à-dire s'il existe un nombre a tel que {\displaystyle {\vec {u}}=a{\vec {v}}} ou {\displaystyle {\vec {v}}=a{\vec {u}}}. Attention un des vecteurs peut être nul !

### Somme de deux vecteurs
La somme de deux vecteurs {\displaystyle {\vec {u}}} et {\displaystyle {\vec {v}}} est un vecteur, noté {\displaystyle {\vec {u}}+{\vec {v}}}, qui est construit de la manière suivante :
on amène l'origine du deuxième vecteur à l'extrémité du premier, la somme est le vecteur qui joint l'origine du premier vecteur à l'extrémité de second.
Il s'agit du troisième côté d'un triangle formé par les deux premiers vecteurs.
On peut aussi le construire d'une autre manière :
on amène les origines des deux vecteurs en un même point, on trace un parallélogramme dont les vecteurs sont deux côtés, la somme est alors la diagonale du parallélogramme partant de l'origine.
Dans les deux cas, on place les vecteurs bout-à-bout ; mais si l'origine d'un vecteur correspond à l'extrémité de l'autre, on utilise la méthode du triangle, si les origines sont confondues, on utilise la méthode du parallélogramme.

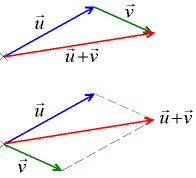
Somme de deux vecteurs.

Si l'on a trois points A, B et C, alors on a la « relation de Chasles » :
{\displaystyle {\overrightarrow {AB}}+{\overrightarrow {BC}}={\overrightarrow {AC}}}
on déduit de cela que
{\displaystyle {\overrightarrow {AB}}+{\overrightarrow {BA}}={\overrightarrow {AA}}={\vec {0}}}
ce qui permet de définir l'opposé d'un vecteur, et donc la soustraction : en posant la notation
{\displaystyle -{\overrightarrow {AB}}=-1{\overrightarrow {AB}}}
on a
{\displaystyle {\overrightarrow {AB}}=-{\overrightarrow {BA}}}
L'opposé d'un vecteur est le vecteur de même direction, de même longueur, mais de sens opposé.
On a :
{\displaystyle {\vec {u}}+{\vec {0}}={\vec {u}}}
{\displaystyle {\vec {0}}} est l'élément neutre de l'addition des vecteurs. L'addition des vecteurs est commutative
{\displaystyle {\vec {u}}+{\vec {v}}={\vec {v}}+{\vec {u}}}
Le produit d'un scalaire par un vecteur est distributif sur l'addition des vecteurs :
{\displaystyle a({\vec {u}}+{\vec {v}})=a{\vec {u}}+a{\vec {v}}}.

### Produit scalaire de deux vecteurs

#### Définition

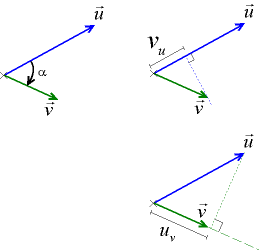
Produit scalaire de deux vecteurs.

Le produit scalaire des vecteurs {\displaystyle {\vec {u}}} et {\displaystyle {\vec {v}}}, noté {\displaystyle {\vec {u}}\cdot {\vec {v}}} est égal à 0 si l'un des deux vecteurs est nul,
il vaut {\displaystyle \|{\vec {u}}\|\times \|{\vec {v}}\|\times \cos({\vec {u}},{\vec {v}})} sinon.
{\displaystyle \cos({\vec {v}},{\vec {u}})} étant égal à {\displaystyle \cos({\vec {u}},{\vec {v}})}, le produit scalaire ne dépend pas de l'orientation du plan et a un sens dans l'espace alors que les angles ne sont pas orientés.
{\displaystyle {\vec {u}}} et {\displaystyle {\vec {v}}} orthogonaux signifie que {\displaystyle {\vec {u}}\cdot {\vec {v}}=0}. Notation : {\displaystyle {\vec {u}}\perp {\vec {v}}}.
Deux vecteurs sont orthogonaux si l'un des vecteurs est nul ou « s'ils forment un angle droit ». Le produit scalaire est positif si l'angle est aigu et négatif si l'angle est obtus.
Cette opération a été introduite pour simplifier les calculs sur les projections orthogonales. En effet, si vu est la mesure algébrique de la projection de {\displaystyle {\vec {v}}} sur une droite orientée selon {\displaystyle {\vec {u}}} (vu est positif si la projection est dans le même sens que {\displaystyle {\vec {u}}}, négatif s'il est dans le sens opposé), alors on a
{\displaystyle {\vec {u}}\cdot {\vec {v}}=v_{u}\|{\vec {u}}\|}
Ainsi, si la norme de {\displaystyle {\vec {u}}} vaut 1, alors la mesure algébrique de la projection orthogonale de {\displaystyle {\vec {v}}} sur la droite est {\displaystyle {\vec {u}}\cdot {\vec {v}}}. De la même manière, si uv est la mesure algébrique de la projection de {\displaystyle {\vec {u}}} sur une droite orientée selon {\displaystyle {\vec {v}}},alors on a
{\displaystyle {\vec {u}}\cdot {\vec {v}}=u_{v}\|{\vec {v}}\|.}

#### Propriétés
- Le produit scalaire est symétrique

{\displaystyle {\vec {u}}\cdot {\vec {v}}={\vec {v}}\cdot {\vec {u}}}
- Il est distributif sur l'addition des vecteurs

{\displaystyle {\vec {u}}\cdot ({\vec {v}}+{\vec {w}})={\vec {u}}\cdot {\vec {v}}+{\vec {u}}\cdot {\vec {w}}}
- Le vecteur nul est l'élément absorbant du produit scalaire

{\displaystyle {\vec {u}}\cdot {\vec {0}}={\vec {0}}\cdot {\vec {u}}=0}
- {\displaystyle {\vec {u}}\cdot {\vec {u}}} s'appelle le carré scalaire du vecteur {\displaystyle {\vec {u}}} et se note {\displaystyle {\vec {u}}}2 ; ainsi : {\displaystyle {\vec {u}}}2 = {\displaystyle {\vec {u}}\cdot {\vec {u}}}
- Le carré scalaire d'un vecteur est égal au carré de sa norme :

{\displaystyle {\vec {u}}}2 = {\displaystyle \|{\vec {u}}\|}2     et donc   {\displaystyle {\sqrt {{\vec {u}}^{2}}}} = {\displaystyle \|{\vec {u}}\|}
- Dans le plan rapporté à une base orthonormale {\displaystyle \left({\vec {i}},{\vec {j}}\right)}

{\displaystyle {\vec {u}}\cdot {\vec {v}}=u_{x}v_{x}+u_{y}v_{y}}
- Dans l'espace rapporté à une base orthonormale {\displaystyle \left({\vec {i}},{\vec {j}},{\vec {k}}\right)}

{\displaystyle {\vec {u}}\cdot {\vec {v}}=u_{x}v_{x}+u_{y}v_{y}+u_{z}v_{z}.}

## Produit vectoriel de deux vecteurs dans l'espace

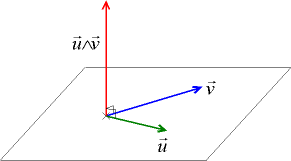
Produit vectoriel.

Deux vecteurs non colinéaires {\displaystyle {\vec {u}}} et {\displaystyle {\vec {v}}} définissent un plan vectoriel ; un troisième vecteur {\displaystyle {\vec {w}}} est coplanaire aux deux précédents si et seulement s'il peut s'écrire comme une combinaison linéaire des deux premiers, c'est-à-dire s'il existe deux réels a et b tels que
{\displaystyle {\vec {w}}=a{\vec {u}}+b{\vec {v}}.}
Trois vecteurs non coplanaires forment une base.
La base {\displaystyle ({\vec {u}},{\vec {v}},{\vec {w}})} est dite directe si on peut l'imager avec la main droite,
{\displaystyle {\vec {u}}} étant le pouce, {\displaystyle {\vec {v}}} étant l'index et {\displaystyle {\vec {w}}} étant le majeur.
On définit le produit vectoriel des deux vecteurs {\displaystyle {\vec {u}}} et {\displaystyle {\vec {v}}}, noté {\displaystyle {\vec {u}}\wedge {\vec {v}}},
comme étant le vecteur :
- normal au plan vectoriel de base {\displaystyle ({\vec {u}},{\vec {v}})} ;
- dont la norme vaut {\displaystyle \|{\vec {u}}\|\|{\vec {v}}\||\sin({\widehat {{\vec {u}},{\vec {v}}}})|} ;
- tel que {\displaystyle ({\vec {u}},{\vec {v}},({\vec {u}}\wedge {\vec {v}}))} forme une base directe.

On étend la définition précédente au cas où {\displaystyle {\vec {u}}} et {\displaystyle {\vec {v}}} sont colinéaires en posant :
{\displaystyle {\vec {u}}\wedge {\vec {v}}={\vec {0}}}

## Produit mixte

### Définition et propriétés
Étant donné trois vecteurs {\displaystyle {\vec {u}}\,}, {\displaystyle {\vec {v}}\,} et {\displaystyle {\vec {w}}\,}, on appelle produit mixte de ces trois vecteurs la quantité :
{\displaystyle \left[{\vec {u}},{\vec {v}},{\vec {w}}\right]=({\vec {u}}\wedge {\vec {v}})\cdot {\vec {w}}}.
On peut démontrer que l'on a invariance par toute permutation circulaire des vecteurs {\displaystyle {\vec {u}},{\vec {v}},{\vec {w}}} et antisymétrie du produit mixte par toute permutation non-circulaire:
{\displaystyle \left[{\vec {u}},{\vec {v}},{\vec {w}}\right]=\left[{\vec {v}},{\vec {w}},{\vec {u}}\right]=\left[{\vec {w}},{\vec {u}},{\vec {v}}\right],}
et
{\displaystyle \left[{\vec {u}},{\vec {v}},{\vec {w}}\right]=-\left[{\vec {v}},{\vec {u}},{\vec {w}}\right],} {\displaystyle \left[{\vec {u}},{\vec {v}},{\vec {w}}\right]=-\left[{\vec {u}},{\vec {w}},{\vec {v}}\right],}
et aussi :
autrement dit :
{\displaystyle \left[{\vec {u}},{\vec {v}},{\vec {w}}\right]=(u_{x}v_{y}w_{z}+v_{x}w_{y}u_{z}+w_{x}u_{y}v_{z})-(u_{z}v_{y}w_{x}+v_{x}w_{z}u_{y}+w_{y}u_{x}v_{z})\,}
Remarques :
- Si deux des trois vecteurs sont égaux ou colinéaires, le produit mixte est nul.

### Application du produit mixte
- Si les vecteurs {\displaystyle {\vec {u}}\,}, {\displaystyle {\vec {v}}\,} et {\displaystyle {\vec {w}}\,} ont même origine, la valeur absolue du produit mixte {\displaystyle \left[{\vec {u}},{\vec {v}},{\vec {w}}\right]\,} est égale au volume du parallélépipède construit sur {\displaystyle {\vec {u}}\,}, {\displaystyle {\vec {v}}\,} et {\displaystyle {\vec {w}}\,}, ou encore à six fois le volume du tétraèdre construit sur ces mêmes vecteurs.

## Double produit vectoriel
On peut combiner trois vecteurs {\displaystyle {\vec {u}}\,}, {\displaystyle {\vec {v}}\,} et {\displaystyle {\vec {w}}\,} par deux produits vectoriels successifs. C'est le double produit vectoriel.
Exemple : {\displaystyle {\vec {u}}\wedge \left({\vec {v}}\wedge {\vec {w}}\right)}
Comme le produit vectoriel n'est ni associatif, ni commutatif, il est nécessaire d'utiliser ici des parenthèses et le résultat va dépendre à la fois de l'ordre dans lequel les opérations sont effectuées et de l'ordre de présentation des trois vecteurs.
Il existe de nombreuses démonstrations des deux formules suivantes :
{\displaystyle {\vec {u}}\wedge \left({\vec {v}}\wedge {\vec {w}}\right)=({\vec {u}}\cdot {\vec {w}})\ {\vec {v}}\ -\ ({\vec {u}}\cdot {\vec {v}})\ {\vec {w}}}
et
{\displaystyle \left({\vec {u}}\wedge {\vec {v}}\right)\wedge {\vec {w}}=({\vec {u}}\cdot {\vec {w}})\ {\vec {v}}\ -\ ({\vec {v}}\cdot {\vec {w}})\ {\vec {u}}}
Moyen mnémotechnique : le double produit vectoriel est forcément porté par les vecteurs entre parenthèses (puisque si ces derniers sont indépendants, le plan qu'ils engendrent est l'orthogonal de leur produit vectoriel, or le double produit appartient à cet orthogonal). Il suffit ensuite de se souvenir que la composante sur chacun des deux vecteurs est le produit scalaire des deux autres, affecté d'un signe « {\displaystyle +} » ou « {\displaystyle -} », et que le « {\displaystyle +} » est porté par le vecteur situé au milieu du double produit vectoriel (dans les deux formules ci-dessus, c'est le vecteur {\displaystyle {\vec {v}}}).